# Куп Мађарске у фудбалу 1996/97.
Куп Мађарске у фудбалу 1996/97. (мађ. 1996–1997-оs magyar labdarúgókupa) је било 57. издање серије, на којој је екипа Кишпешта тријумфовала по 5. пут.

## Четвртфинале[3]
Четвртфиналне утакмице су игране по систему једна утакмица код куће а друга у гостима. 
| Тим #1             | Резултат             | Тим #2            |
| ------------------ | -------------------- | ----------------- |
| 1997.              |                      |                   |
| ФК Трећи округ ТВЕ | 1 : 6 (1 : 2, 0 : 4) | ФК МТК            |
| 1997.              |                      |                   |
| ФК Шорокшар        | 3 : 4 (2 : 0, 1 : 4) | Сомбатхељ халадаш |
| 1997.              |                      |                   |
| ФК Шопрон          | 0 : 4 (0 : 1, 0 : 3) | ФК Будимпешта ВСК |
| 1997.              |                      |                   |
| ФК Ференцварош     | 2 : 5 (2 : 2, 0 : 3) | Ујбуда            |

## Полуфинале
Полуфиналне утакмице су игране по систему једна утакмица код куће а друга у гостима.
| Тим #1            | Резултат              | Тим #2            |
| ----------------- | --------------------- | ----------------- |
| 1997.             |                       |                   |
| ФК МТК            | 6 : 3 (4 : 0, 2 : 3 ) | Ујбуда            |
| 1997.             |                       |                   |
| ФК Будимпешта ВСК | 3 : 0 (3 : 0, 0 : 0)  | Сомбатхељ халадаш |

## Финале
| ФК МТК | 6 : 0    | ФК Будимпешта ВСК |
| --- | -------- | ----------------- |
| Габор Халмаји 12’ · Карољ Ереш 28’ (а.г.) · Бела Илеш 33’ · ференц Орос 36’ · Кристијан Кенешеји 66’ · Емил Леринц 83’ (пен.) | Извештај |                   |

| ФК Будимпешта ВСК | 0 : 2    | ФК МТК               |
| ----------------- | -------- | -------------------- |
|                   | Извештај | Ференц Орос 58’, 73’ |